# Chiesa del Santissimo Salvatore e Sant'Antonino
La chiesa del Santissimo Salvatore e Sant'Antonino è un edificio religioso ubicato a Campagna, nel largo Giulio Cesare Capaccio.

## Storia
La chiesa è stata edificata intorno all'XI secolo, anche se storici locali ne sostengono l'origine al VI secolo. L'unico dato certo è che è citata in un documento del 1168.
Dedicata in origine solo al Santissimo Salvatore, dal XIII secolo, con la cessione del 1258 da parte dell'abbazia di Santa Maria La Nova della colonna taumaturgica di Sant'Antonino, manufatto a cui venivano legati i posseduti durante gli esorcismi, vi è stato dedicato il culto anche al patrono di Campagna, Sant'Antonino abate.
La chiesa è sede della Confraternita di Santa Maria della Neve, una confraternita istituita il 13 dicembre 1258.

## La struttura

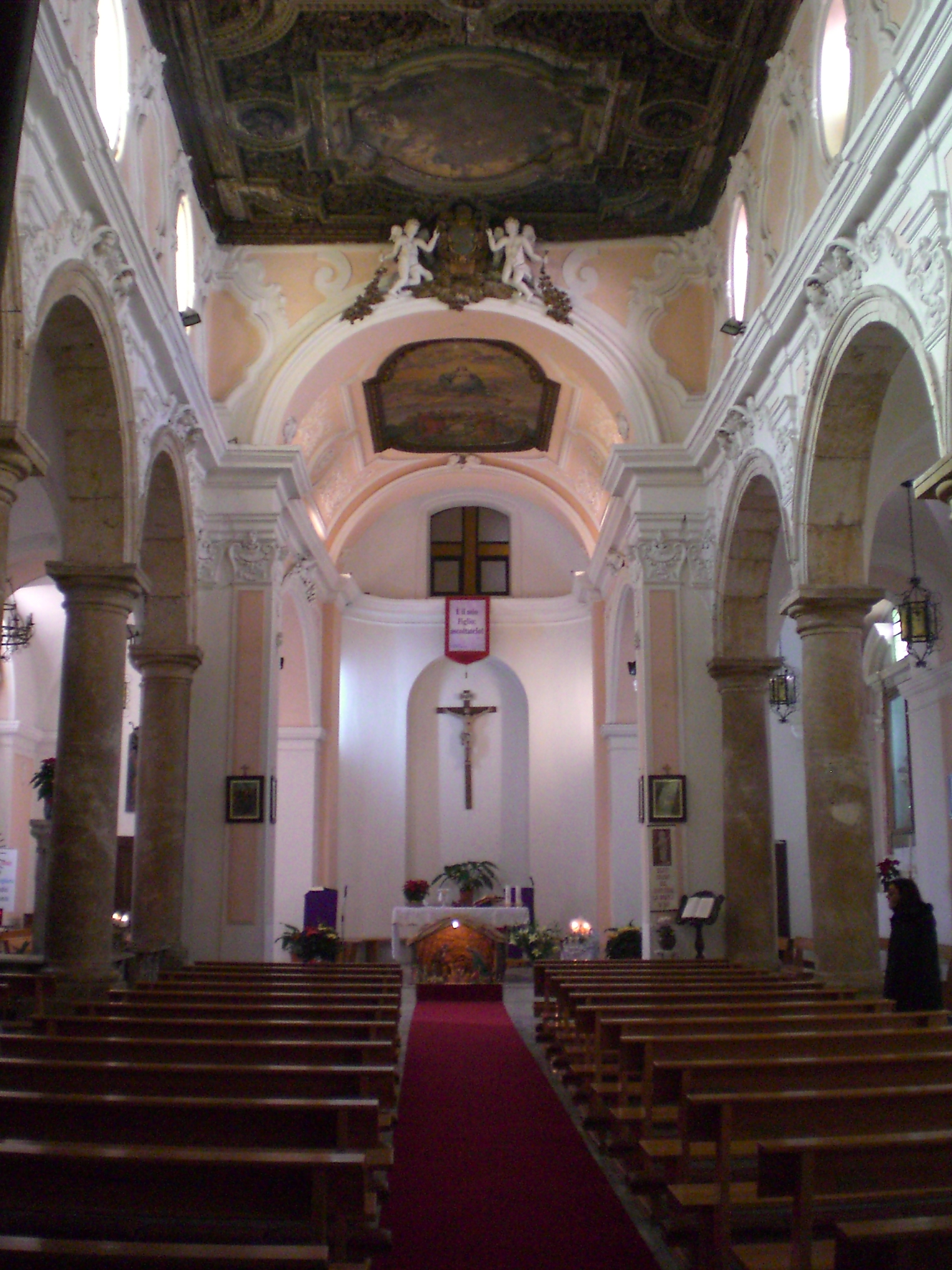
La navata centrale

L'edificio ha subito nell'arco del tempo, numerosi restauri e modifiche. Quello più importante è avvenuto nel XVI secolo quando il duca Pironti, per poter realizzare il palazzo ducale, decise di abbattere il campanile, realizzandone uno più piccolo sopra il tetto, e invertire la facciata e l'abside della chiesa.
Ha una pianta a forma rettangolare e comprende un ingresso, l'abside con l'altare maggiore e due cappelle laterali, tre navate separate da colonne con capitelli dorici, la sagrestia e, vicino all'ingresso, un piccolo locale che conserva degli ex voto. Il soffitto è composto da volte a botte nelle navate laterali, mentre in quella centrale presenta tre quadri:
- Trasfigurazione
- Immacolata Concezione circondata da quattro dottori della Chiesa
- Gloria di sant'Antonino

Fra le altre opere conservate vi sono numerose statue e tele nonché la colonna taumaturgica di Sant'Antonino.